# Androstephium
Androstephium is een geslacht uit de aspergefamilie. De soorten komen voor in het zuidwesten van de Verenigde Staten.

## Soorten
- Androstephium breviflorum
- Androstephium caeruleum